# Mymar taprobanicum
Mymar taprobanicum is een vliesvleugelig insect uit de familie Mymaridae. De wetenschappelijke naam is voor het eerst geldig gepubliceerd in 1875 door Ward.